# Roncus ciobanmos
Roncus ciobanmos är en spindeldjursart som beskrevs av Curcic, Poinar och Serban M. Sarbu 1993. Roncus ciobanmos ingår i släktet Roncus och familjen helplåtklokrypare. Inga underarter finns listade i Catalogue of Life.